# Santiago Ixcuintepec
Santiago Ixcuintepec là một đô thị thuộc bang Oaxaca, México. Năm 2005, dân số của đô thị này là 1441 người.